# George Jones (We Can Make It)
George Jones (We Can Make It) è un album in studio del cantante statunitense George Jones, pubblicato nel 1972.

## Tracce
Side 1
1. We Can Make It – 2:06 (Billy Sherrill, Glenn Sutton)
2. I'll Take You My World – 3:01 (Billy Sherrill, Glenn Sutton)
3. Kiss An Angel Good Morning – 2:10 (Ben Peters)
4. All the Praises – 2:36 (Carmol Taylor, Jenny Strickland)
5. She's All I Got – 2:52 (Gary Bonds, Jerry Williams)

Side 2
1. The Last Letter – 2:55 (Rex Griffin)
2. Loving You Could Never Be Better – 3:05 (Earl Montgomery, Charlene Montgomery, Betty Tate)
3. The King – 2:32 (Roger D. Ferris)
4. Try It, You'll Like It – 2:05 (Jimmy Peppers)
5. One of These Days – 3:06 (Earl Montgomery)
6. Let's Make History – 2:02 (Carmol Taylor, Jenny Strickland)